# Zack Sabre Jr.
Lucas Eatwell (* 24. července 1987 ostrov Sheppey, Kent) je britský profesionální wrestler momentálně podepsán pod japonskou organizací New Japan Pro Wrestling.

## Charakteristika a osobní informace.
Lucas je vegan, k čemuž ho inspiroval dokument Raději vidličky než nože. Když mu bylo 14 toužil být wrestlerem na plný úvazek v Japonsku. Jeho styl v ringu je silně technický, specializuje se na páky a kreativní způsoby jak někoho udržet na lopatkách po dobu než rozhodčí napočítá do 3. Charakteristické chování Zacka v ringu je arogantní a provokativní.

## 2004 – začátek kariéry
Zack Sabre Jr. započal svou kariéru v roce 2004 ve společnosti NWA:UK Hammerlock. V červnu toho roku proběhl jeho debut při vícečlenném zápase. Jeho trenéry byli Andre Baker a Jon Ryan už od věku 14 let.

## 2005 – první titul
Lucas pokračoval zápasením pro NWA:UK Hammerlock, kde dokonce získal NWA:UK Junior Heayvweight Championship, který držel 953 dní. V tom roce se i poprvé setkal v zápase s Jimmym Havocem. V říjnu se zúčastnil Hammerlock King of the Ring turnaje a vypadl v semifinále. Poprvé také vystoupil pro jinou společnost a to pro Independent Wrestling Federation, kde prohrál zápas tag týmů.

## 2006 – obhajování NWA:UK Hammerlock Junior Heavyweight titulu
V únoru roku 2006 se zúčastnil Royal Rumble zápasu pro Chapman Promotions, ve kterém byl eliminován. V srpnu se poprvé setkal v zápase s japonským wrestlerem a to s Go Shiozakim, kterému podlehl na akci RQW Summer Brawl. V tomto roce 4. obhájil titul NWA:UK Hammerlock Junior Heavyweight. Zúčastnil se také zápasu se speciálními pravidly (Tables, Ladders, Chairs and 10000 Thumbtacks) na akci pořádané britskou společnostností X-Sports Wrestling a německou West Xtreme Wrestling.

## 2007 – ztráta NWA:UK Hammerlock Junior Heavyweight titulu
V dubnu 2007 obhájil NWA:UK Hammerlock Jr. Heavyweight Championship proti El Genericovi. Zúčastnil se ve Španělsku SWA King of the Ring turnaje a byl vyřazen v semifinále. Zúčastnil se i turnaje o vyzyvatele pro NWA:UK Heavyweight titul, ale byl vyřazen v semifinále. Rok 2007 zakončil neúspěšným pokusem o Irský NWA Heavyweight championship.

## 2008 – zápasení v Německu a Leaders of the New School
Zack Sabre Jr. nejvíc svých zápasů v roce 2008 odzápasil pro německou společnost Westside Xtreme Wrestling. Jeho debut v této společnosti proběhl v květnu v zápase proti Tommymu Endovi. Ještě předtím se v březnu stačil utkat na akci Wrestling in Coventry s Bryanem Danielsonem v zápase, který byl nominován na nejlepší wrestlingový zápas roku 2008 od fanoušků Triple X Wrestling. V červnu 2008 se účastnil neodvysílaného zápasu na evropské akci japonské společnosti Pro Wrestling NOAH. Dva dny poté na akci NOAH vs. UK poměřil síly s Yoshinobuem Kanemaruem v 20 minutové remíze. Svou účast v turnaji wXw Lightweight League ukončil prohrou ve finále s Emilem Sitocim. V září se s Tommym Endem neúspěšně pokusil o wXw tag týmové tituly. Zack vyhrál Hardcore Lottery turnaj ve své domovské společnosti NWA:UK Hammerlock. V tomto roce také založil tým s Marty Scurllem – Leaders of the New School. V listopadu vyhrál jednodenní turnaj ve společnosti A-Merchandise, kde ve finále porazil Claudia Castagnoliho.

## 2009 – týmový šampión
V únoru 2009 ve wXw poměřil síly s Claudiem Castagnolim v zápase s 30 minutovým limitem a zvítězil 2:1. Zúčastnil se také březnového 3denního prestižního turnaje ve wXw 16-carat gold, kde výhrou nad Terrym Frazierem a Bryanem Danielsonem prošel až do semifinále, kde vypadl se Shingem. V květnu získal se svým týmovým partnerem Marty Scurllem IPW:UK British tag team championship. Tituly drželi 495 dní. V říjnu získal v německé společnosti German Stampade Wrestling Breakthrough titul výhrou nad Thumbtack Jackem ve speciálním 5 minutovém zápase. Majitelem titulu byl po dobu 176 dní.

## 2010 – wXw Unified World Champion
Rok 2010 zahájil ziskem wXw World Lightweight titul, jehož byl posledním majitelem, protože titul sloučil v květnu na akci Dead End, kde se stal wXw Unified World Champion. Svůj titul obhájil i proti tehdejšímu týmovému parťákovi z The Crimson City Saga, Tommymu Endovi. Na oslavě 6. výročí společnosti IPW:UK vyzval japonského GHC Junior Heavyweight šampióna ze společnosti Pro Wrestling NOAH, Yoshinobua Kanemarua, ale titul se mu získat nepodařilo. V září porazil Adama Shamea o Triple X Wrestling titul, který držel 882 dní.Na začátku října přišel o wXw unified titul s Big Van Walterem, se kterým vedl delší spor. Malou cenou útěchy mu mohlo být, že zvítězil v Ian Dowland 2010 turnaji pro Premier Promotions. Na akci americké společnosti Combat Zone Wrestling v Německu 6. listopadu byl poražen Adamem Colem v zápasu o CZW Junior Heavyweight titul. Na konci roku se skrze Eddieho Edwardse nominoval do wXw 16 Carat Gold a také opětovně s Marty Scurllem získal IPW:UK tag týmový tituly.

## 2011 – první turné po Spojených státech a Japonsku

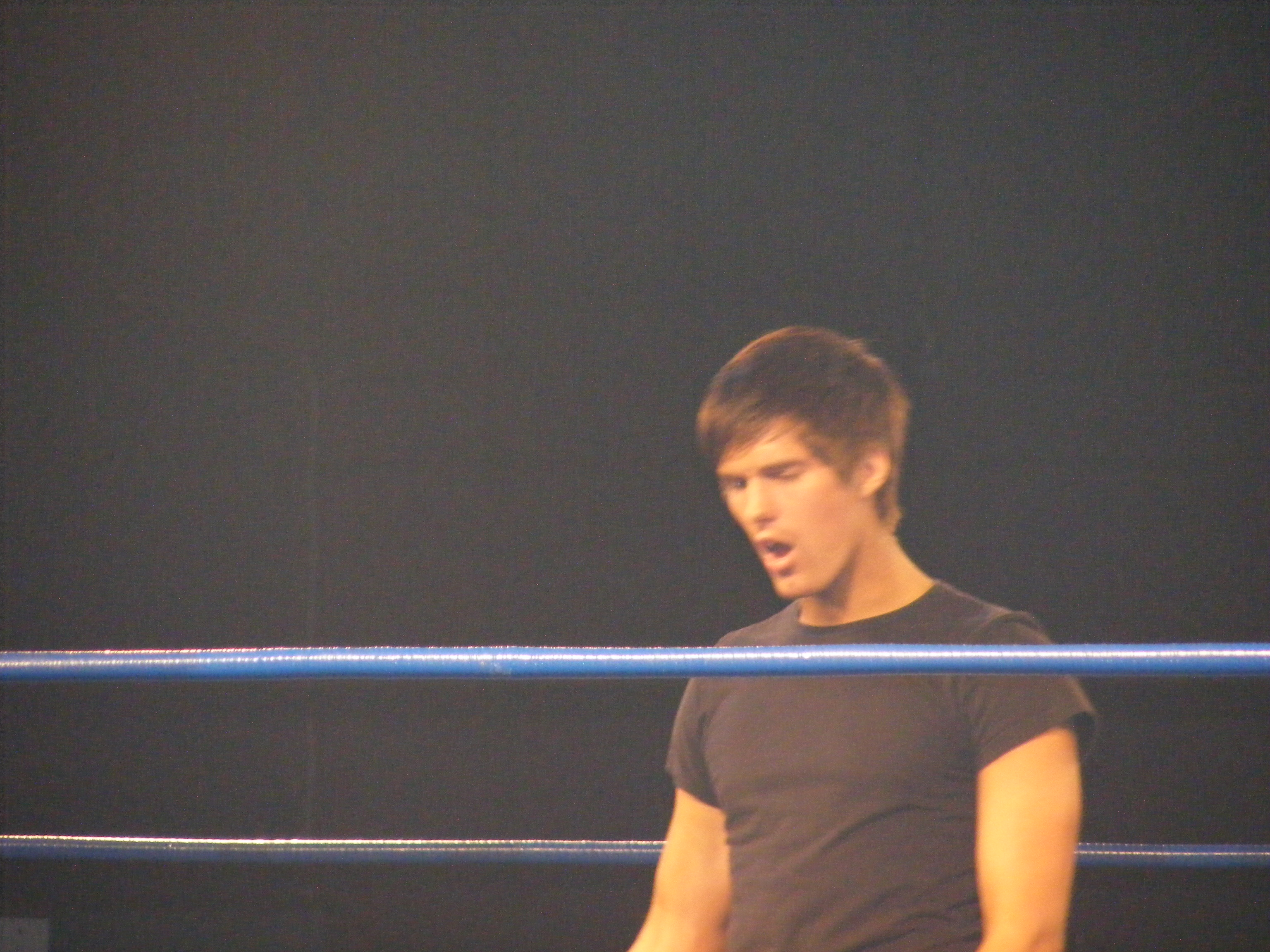
Zack Sabre Jr. 2011

V 16-Carat Gold prošel do semifinále, kde ho vyřadil parťák Eddieho Edwardse, Davey Richards. První vystoupení ve Spojených státech amerických proběhlo v dubnu 2011 na akci F1 vs. wXw, kde s Marty Scurllem porazili RV1 a Riche Swanna. Následně se zúčastnil CZW Best of the Best turnaje, kde v semifinále vypadl s Adamem Colem. Následně neuspěl ani v zápasu o CZW Wired titul, když prohrál s Drew Gulakem. Následně se účastnil i akcí společností EVOLVE, CHIKARA, Heartland Wrestling Association, Pro Wrestling Phoenix a Insanity pro Wrestling. Během květnové túry japonské společnosti Pro Wrestling NOAH po Evropě prohrál singlové zápasy s Katsuhikem Nakajimou, KENTOU a Taijim Ishimorim. Neuspěl ani v odvetném zápase s Big Van Walterem o wXw Unified titul. V létě 2011 odjel svojí první šňůru pro japonskou společnost Pro Wrestling NOAH. Zúčastnil se týmového skupinového turnaje NTV G+ Jr. Heavyweight Tag League. S jeho partnerem Taishi Takizawa zvítězili dvakrát v pětičlenné skupině, ale na postup to nestačilo. V srpnu ještě absolvoval 5 zápasů pro japonskou Kensuke Office Take the Future společnost, ani jeden z nich pro něj nedopadl úspěšně. Jeho série proher v Japonsku pokračovala v NOAH, kde nedokázal zvítězit 18 zápasů. Účastnil se i 25členného Battle Royal zápasu na akci NJPW/NOAH/AJPW. Sérii proher v Japonsku prolomil až na konci září na akci společnosti Kensuke Office Take the Future, kde porazil Namazu Mana. V listopadu obhájili své IPW:UK týmové tituly s Marty Scurllem proti Young Bucks.

## 2012 – smolný rok
V 16-Carat Gold 2012 se Zack Sabre Jr. probojova opět do semifinále, kde ho porazil jeho bývalý parťák Tommy End. V nově začínající britské společnosti PROGRESS se dostal do finále turnaje o jejich prvního šampióna, ale tam ho porazil jeho parťák z Leaders of the New School, Marty Scurll. Zack opět odjel na turné pro NOAH, aby se zúčastnil NTV G+ Jr. Heavyweight tag league, ve které s Paulem Londonem skončili poslední ve skupině s jenom jednou výhrou. Celý květen se mu nepodařilo urvat ani jednu výhru v NOAH.  V červenci se s Martym Scurllem neúspěšně pokusili o wXw tag týmové tituly proti Sumerian Death Sqaud (Tommy End & Michael Dante). V září se Sabreovi povedlo prolomit smůlu v Pro Wrestling NOAH a porazil v singlovém zápase Genbaho Hirayanagiho.

## 2013 – GHC Jr. Heavyweight Tag Team Championship
Tento rok zahájil výhrou Ambition 4 turnaje německého společnosti. Zackovi se podařilo projít až do finále 16-carat Gold, ale opět narazil na Tommyho Enda. Na konci března se neúspěšně pokusil získat RevPro British Cruiserweight titul, v trojčlenném zápasu nedokázal porazit Martyho Scurlla a Fergala Devitta. V dubnu s Martym Scurllem se kvalifikovali do zápasu o wXw tag tým tituly, ale opět je nedokázali ukořistit. V květnu na akci IPW:UK poražením Sha Samuelse získal All England titul. V červnu opět se Sabre dostavil na Junior Heavyweight tag league, tentokrát jeho týmovým partnerem byl Yoshinari Ogawa. V turnaji prohráli pouze jednou a to nad budoucími vítězi Tiger Maskem a Jyushinem Thunderem Ligerem. Svou účastí také obohatil turnaj World Triangle League, kde proti sobě šli wrestleři z japonské BJW, německé wXw a americké CZW. Zack Sabre Jr. vyhrál svou skupinu, ve které byli také Drew Gulak, Ricochet a AR Fox, ale ve finále nedokázal porazit Jonathana Grashama a vítěze celého turnaje Daisuke Sekimota. V prosinci roku 2013 získali s Yoshinarim Ogawou GHC Jr. Heavyweight týmové tituly, když porazili Jyushina Thunder Ligera a Tiger Maska.

## 2014 – boje o GHC Jr. Heavyweight tag titul a první vstup do BOLA
Zack Sabre Jr. se na začátku roku výhrou na Walterem stal hlavním vyzyvatelem pro wXw Unified titul, ale Tommyho Enda porazit nedokázal. 19. ledna na IPW akci s názvem Zack vs Hero porazil Chrise Hera. V březnu ztratili s Yoshinarim Ogawou své GHC Jr. Heavyweight týmové tituly, když prohráli se členy uskupení BRAVE, Atushim Kotagem a Taijim Ishimorim. Tituly dokázali získat zpět v odvetném zápase v dubnu. V červnu na akci RPW Summer Sizzler prohrál vysněný zápas fanoušků proti Shinsukemu Nakamurovi. Členové uskupení BRAVE si vzali zpět GHC Jr. Heavyweight tituly v červenci. Po neúspěšném Junior Heavyweight tag league s Ogawou Sabre zvítězil v 13členném battle royalu na akci NOAH Summer Navigation. Zack měl i možnost získat singlový titul GHC Jr. Heavyweight, ale to se mu v trojčlenném zápase s Daisukem Haradou a Hajimem Oharou nepovedlo. Poprvé také vstoupil do prestižního amerického turnaje PWG Battle of Los Angeles, kde v prvním kole postoupil přes Adama Colea a v dalším narazil na Kylea O'Reillyho. Následně vyhrál Super Eight turnaj ve společnosti IPW:UK, když ve finále porazil Willa Ospreaye. V dalším a zároveň posledním ročníku turnaje World Triangle League nedokázal postoupit ze skupiny, ve které byl Axel Dieter Jr.,Karsten Beck a Jonathan Grasham, se všemi wrestlery remizoval v 20 minutových střetnutí. Ani v dalším pokusu o GHC Jr. Heavyweight titul s Daisukem Haradou neuspěl.

## 2015 – výhra PWG BOLA
Během únorové turné pro NOAH se nedokázal kvalifikovat do zápasu o GHC Jr. Heavyweight titul a v turnaji 16 carat gold došel do semifinále, kde vypadl s Axelem Dieterem Jr. Dostal šanci i proti Rodericku Strongovi, aby se utkal o PWG World titul, ale zápas pro Zacka dopadl neúspěšně. V květnu došel do finále turnaje PROGRESSU Super Strong Style 16, kde podlehl Willu Ospreayovi. V NOAH Global Junior League se umístil druhý ve skupině. Zack Sabre Jr. se stale vítězem PWG Battle of Los Angeles 2015. Zack Sabre Jr. získal i wXw tag týmové tituly, ale musel se na to spojit s Big Van Walterem.

## 2016 – RevPro a PWG Championship, 16 Carat Gold a WWE Cruiserweight Classic
Zack Sabre Jr. porazil 15. ledna AJ Stylese o RevPro Heavyweight Championship.  Následně v březnu porazil Rodericka Stronga o PWG World Championship. Poprvé vyhrál i wXw 16 Carat Gold, když ve finále porazil Axela Dietera Jr.  12. června RPW uspořádala akci s názvem Angle vs. Sabre, kde Sabre prohrál nad Kurtem Angelem po 9 minutách. Zack vstoupil do turnaje WWE Cruiserweight Classic, což mělo být střetnutí nejlepší wrestlerů do 205 liber z celého světa. Zack Sabre Jr. prošel až do semifinále tohoto 32členného turnaje. Svůj RPW British Heavyweight titul obhájil mezitím i proti Katsuyorimu Shibatovi. Shibata ho následně o ten titul připravil v listopadu.

## 2017 – New Japan Pro-Wrestling a vstup do Suzuki-Gunu
Sabre v únoru vyhrál od Timothyho Thatchera EVOLVE titul. Pak si Zack Sabre Jr. v březnu si vzal zpět svůj RPW British Heavyweight titul od Shibaty a to rovnou při jeho debutu pro New Japan Pro Wrestling na 45. výročí této společnosti. Následně se připojil k uskupení Suzuki Gun vedeným Minorum Suzukim. Nedlouhou na to vyzval Hirookiho Gotoa o NEVER Openweight titul, ale neúspěšně. V roce 2017 Super Strong Style 16 turnaji došel do semifinále, kde ho vyřadil Travis Banks. Účastnil se i turnaje o prvního IWGP US šampióna, ale vypadl v semifinále Tomohirem Ishiim. 7.7. přišel o PWG World titul s Chuckem Taylorem. V létě poprvé vstoupil do jednoho z nejprestižnějších turnajů v japonsku a ve wrestlingu vůbec – G1 Climaxu. Sabre skončil v polovině 10členné skupiny s 5 výhry. V srpnu se probojoval do finále světového poháru WCPW, kde podlehl KUSHIDOVI a následně získal WCPW Internet titul, když porazil Gabriel Kidda. Opět vstoupil do PWG Battle of Los Angeles, kde vypadl ve čtvrtfinále s Fénixem.

## 2018 – New Japan Cup a Super Strong Style 16
Na svém prvním Wrestle Kingdom, což je největší japonské wrestlingová akce, byl součástí Gauntlet týmového zápasu o NEVER Openweight 6-man tag tým tituly, ale společně s Taichim a Iizukou tituly nevyhráli. Ale společně s Minoruem Suzukim získali RPW British tag tituly proti týmu Trenta Sevena a Tylera Batea. V březnu vyhrál New Japan Cup, když prošel přes Tetsuya Naita, Kotu Ibushiho, Sanadu a ve finále porazil Hiroshiho Tanahashiho. Vzhledem k vítězství v New Japan poháru si mohl zvolit o jaký titul chce bojovat a Zack se rozhodl pro hlavní titul NJPW – IWGP Heavyweight Championship. Po necelých 35 minutách v tomto zápasu podlehl Kazuchiku Okadovi. 5. dubna přišel o Evolve titul s Mattem Riddlem. A další den přišel o RPW British Heavyweight titul s Tomohirem Ishiim. Zack Sabre Jr. si vylepšil reputaci, když zvítězil v Super Strong Style 16 turnaji, kde porazil Chucka Mamba, Davida Starra, Keitha Leeho ho a ve finále WWE superstar Kassiuse Ohna. Se 6 výhry se umístil 3. v bloku B v G1 Climaxu 2018. Výhra Super Strong Style turnaje vyšla vniveč, neboť zápas o PROGRESS titul s Walterem prohrál. S parťákem ze Suzuki-Gunu, Taichim, vstoupil do NJPW World Tag Team turnaje, z 13 zápasů vyhráli 8 a skončil 6. Svůj debut si odbyl také v Ring of Honor, kde na placené akci Final Battle porazil Jonathana Greshama.

## 2019 – znovu RPW British Heavyweight šampión
Tento rok zahájil Zack Sabre Jr. na Wrestle Kingdom opětovným ziskem RPW British Heavyweight titulu od Tomohira Ishiiho. Svou výhru v New Japan poháru neobhájil, poněvadž mu porážku z předešlého ročníku vrátil Hiroshi Tanahashi. A ZSJ si opět spravil chuť na akci v ROH a NJPW v Madison Square Garden, kde Tanahashiho porazil v obhajobě RPW British Heavyweight titulu. Sabre se pokusil získat IWGP Intercontinental titul, ale byl krátký na Kota Ibushiho. V G1 Climaxu tento rok mu se 4 výhry musela vystačit 7. pozice. Na NJPW akci v Londýně Zack Sabre prohrál svůj RPW British Heavyweight titul proti Hiroshimu Tanahashimu, ale vzal si ho opět zpět na show Destruction in Beppu. Sabre a Taichi vstoupili znovu do World Tag Team League a s 9 výhry obsadili 5. pozici.

## 2020
ZSJ odstartoval tento rok obhajobou svého RPW titulu se Sanadou na Wrestle Kingdom. Následně britský titul prohrál s Willem Ospreayem na akci RevPro High Stakes. Před pandemií covidu-19 na akci New Beginning in Osaka napadl Jona Moxleyho a potvrdil svou výzvu pro IWGP US titul.